# Список населённых пунктов Кадуйского района
В Кадуйском районе 202 населённых пункта в составе 2 городских и 6 сельских поселений.

## городское поселение посёлок Кадуй
- 19 226 551 000 пгт Кадуй
- 19 226 828 016 деревня Коптелово
- 19 226 828 020 деревня Крюково
- 19 226 828 033 деревня Чуприно

## Сельское поселение Никольское
- 19 226 816 002 деревня Абаканово
- 19 226 816 003 деревня Аленкино
- 19 226 816 004 деревня Алявино
- 19 226 804 001 деревня Андроново
- 19 226 824 002 деревня Анненская
- 19 226 824 003 деревня Бильково
- 19 226 812 001 деревня Бойлово
- 19 226 812 002 деревня Большая Горка
- 19 226 804 002 деревня Борисово
- 19 226 804 003 деревня Брюхово
- 19 226 824 004 деревня Будиморово
- 19 226 824 005 деревня Бузыкино
- 19 226 824 006 деревня Васильевская
- 19 226 804 004 деревня Вахонин Починок
- 19 226 824 007 деревня Вахонькино
- 19 226 816 001 село Великое
- 19 226 816 005 деревня Вертягино
- 19 226 824 008 деревня Грищ
- 19 226 816 006 деревня Данилково
- деревня Демидово[1][2]
- 19 226 804 005 деревня Демшино
- 19 226 816 007 деревня Жиделево
- 19 226 812 003 деревня Жуков Починок
- 19 226 824 009 деревня Завод
- 19 226 816 008 деревня Задняя Ступолохта
- 19 226 816 009 деревня Заказарье
- 19 226 824 010 деревня Занино
- 19 226 824 011 посёлок Зеленый Берег
- 19 226 812 004 деревня Зыково
- 19 226 824 012 деревня Иваново
- 19 226 824 013 деревня Ивановское
- 19 226 812 005 деревня Ивачево
- 19 226 824 014 деревня Изорково
- 19 226 804 006 деревня Илемное
- 19 226 824 015 деревня Ишкобой
- 19 226 824 017 деревня Калинино
- 19 226 824 016 деревня Калинниково
- 19 226 824 018 деревня Ковалево
- 19 226 804 007 деревня Копосово
- 19 226 816 025 посёлок Красная Заря
- 19 226 804 008 деревня Красное
- 19 226 816 010 деревня Красное
- 19 226 824 019 деревня Куликово
- 19 226 816 011 деревня Кумсара
- 19 226 816 012 деревня Лебенец
- 19 226 824 020 деревня Лепилово
- 19 226 816 013 деревня Лог
- 19 226 824 021 деревня Лукьяново
- 19 226 816 014 деревня Лунино
- 19 226 824 022 деревня Лыковская
- 19 226 816 015 деревня Максинская
- 19 226 812 012 деревня Малая Горка
- 19 226 816 018 деревня Малая Ступолохта
- 19 226 824 023 деревня Малышево
- 19 226 804 009 деревня Марковская
- 19 226 812 006 деревня Марлыково
- 19 226 804 010 деревня Мартюхино
- 19 226 816 016 деревня Марыгино
- 19 226 824 025 деревня Мелентьево
- 19 226 824 024 деревня Мелехино
- 19 226 824 053 деревня Митенская
- 19 226 824 026 деревня Михайловская
- 19 226 816 017 деревня Михалево
- 19 226 824 027 деревня Мокашево
- 19 226 812 007 деревня Мыза
- 19 226 812 008 деревня Нижний Починок
- 19 226 824 001 село Никольское
- 19 226 824 028 деревня Никоновская
- 19 226 804 011 деревня Новинка
- 19 226 824 029 деревня Новое
- 19 226 824 030 деревня Пакино
- 19 226 804 012 деревня Панюково
- 19 226 824 031 деревня Пелемень
- 19 226 816 019 деревня Плоское
- 19 226 804 013 деревня Пособково
- 19 226 824 032 деревня Постниково
- 19 226 816 020 деревня Починок
- 19 226 824 033 деревня Пречистое
- 19 226 824 034 деревня Прягаево
- 19 226 824 035 деревня Сафоново
- 19 226 804 014 деревня Себра
- 19 226 824 036 деревня Семеновская
- 19 226 804 015 деревня Семенская
- 19 226 816 021 деревня Сенинская
- 19 226 824 037 деревня Слобода
- 19 226 824 038 деревня Смешково
- 19 226 824 039 деревня Солохта
- 19 226 824 040 деревня Спиренская
- 19 226 812 009 деревня Спирютино
- 19 226 804 016 деревня Средний Двор
- 19 226 816 022 деревня Средняя Ступолохта
- 19 226 824 041 деревня Стан
- 19 226 816 023 деревня Старина
- 19 226 824 042 деревня Старина
- 19 226 824 043 деревня Стрелково
- 19 226 804 017 деревня Судаково
- 19 226 824 044 деревня Тарасовская
- 19 226 824 045 деревня Терпеново
- 19 226 804 018 деревня Тименская
- 19 226 824 046 деревня Томаша
- 19 226 824 047 деревня Туровино
- 19 226 824 048 деревня Фадеево
- 19 226 804 019 деревня Фаленская
- 19 226 812 010 посёлок Фанерный Завод
- 19 226 824 049 деревня Ципелево
- 19 226 824 050 деревня Чертова
- 19 226 804 020 деревня Чудиново
- 19 226 824 051 деревня Чурово
- 19 226 824 052 деревня Шутовская
- 19 226 816 024 деревня Юрино
- 19 226 804 021 деревня Язвицево
- 19 226 804 022 деревня Якшинская
- 19 226 812 011 деревня Ярышево

## Сельское поселение Семизерье
- 19 226 808 002 деревня Аксентьевская
- 19 226 808 003 деревня Алеканово
- 19 226 808 001 деревня Барановская
- 19 226 808 004 деревня Бережок
- 19 226 828 002 деревня Большая Рукавицкая
- 19 226 828 003 деревня Большой Смердяч
- 19 226 820 002 деревня Бор
- 19 226 808 005 деревня Великий Двор
- 19 226 820 003 деревня Верхний Двор
- 19 226 828 004 деревня Верховье
- 19 226 828 005 деревня Вершина
- 19 226 828 006 деревня Волоцкая
- 19 226 828 007 деревня Ворон
- 19 226 828 008 деревня Глухое
- 19 226 808 006 деревня Горка
- 19 226 828 009 деревня Горка
- 19 226 828 010 деревня Григорово
- 19 226 828 011 деревня Дедовец
- 19 226 808 007 деревня Дильские
- 19 226 828 012 деревня Дубровное
- 19 226 808 008 деревня Еремеево
- 19 226 828 013 деревня Жорновец
- 19 226 828 014 деревня Заозерье
- 19 226 808 009 деревня Заручевье
- 19 226 820 004 деревня Заэрап
- 19 226 820 005 посёлок Заяцкое
- 19 226 828 015 деревня Кадуй
- 19 226 808 010 деревня Кананьевская
- 19 226 820 006 деревня Капчино
- 19 226 828 017 деревня Корнинская
- 19 226 808 012 деревня Коротневая
- 19 226 808 011 деревня Крестовая
- 19 226 828 018 деревня Круглое
- 19 226 828 019 деревня Крыльцово
- 19 226 808 013 деревня Крюково
- 19 226 820 007 деревня Кузьминка
- 19 226 820 008 деревня Куракино
- 19 226 808 014 деревня Ларионовская
- 19 226 820 001 деревня Маза
- 19 226 828 021 деревня Малафеево
- 19 226 828 001 деревня Малая Рукавицкая
- 19 226 828 022 деревня Малый Смердяч
- 19 226 820 009 деревня Мошницкое
- 19 226 820 010 деревня Нижние
- 19 226 820 017 посёлок Нижние
- 19 226 828 023 деревня Низ
- 19 226 808 015 деревня Осека
- 19 226 820 011 деревня Пименово
- 19 226 828 035 деревня Подзмеёвка
- 19 226 808 016 деревня Подосинник
- 19 226 808 017 деревня Порог
- 19 226 808 018 деревня Преображенская
- 19 226 828 024 деревня Прямиково
- 19 226 828 025 деревня Пугино
- 19 226 808 019 деревня Рыканец
- 19 226 808 020 деревня Савельевская
- 19 226 828 026 деревня Селище
- 19 226 808 022 деревня Сельцо-Родное
- 19 226 808 023 деревня Семеновская
- 19 226 820 018 деревня Середник
- 19 226 828 027 деревня Сидорово
- 19 226 808 021 посёлок Сосновка
- 19 226 808 024 деревня Старостино
- 19 226 828 028 деревня Старухи
- 19 226 808 025 деревня Тарасовская
- 19 226 808 026 деревня Тимохино
- 19 226 808 027 деревня Торки
- 19 226 808 028 деревня Турпал
- 19 226 820 012 деревня Уйта
- 19 226 828 029 жд станция Уйта
- 19 226 808 029 село Успенское
- 19 226 820 013 деревня Усть-Колпь
- 19 226 828 030 деревня Филино
- 19 226 808 030 деревня Хламово
- 19 226 828 031 деревня Холмище
- 19 226 820 014 деревня Черепаново
- 19 226 828 032 деревня Черново
- 19 226 808 031 деревня Шигодские
- 19 226 820 015 разъезд Ширьево
- 19 226 820 016 деревня Шоборово
- 19 226 828 036 деревня Якимово
- 19 226 808 032 деревня Якшинская
- 19 226 828 034 деревня Ямышево

## городское поселение посёлок Хохлово
- 19 226 559 001 станция Комариха
- 19 226 559 000 пгт Хохлово